# Arthur Compton
Arthur Holly Compton (Wooster, 10 settembre 1892 – Berkeley, 15 marzo 1962) è stato un fisico statunitense.
Ha vinto il Premio Nobel per la fisica nel 1927 per la scoperta dell'effetto che porta il suo nome.

## Biografia
Arthur Holly Compton nasce a Wooster (Ohio) il 10 Settembre 1892 da Elias Compton e Otelia Catherine Augspurger di origine tedesca Mennonita.Intorno al 1913 ha inventato un metodo per dimostrare la rotazione della Terra. Nel 1918 ha studiato lo scattering dei raggi X, mentre nel 1923 ha trovato che la lunghezza d'onda di questi cresce all'aumentare dell'energia degli elettroni liberi incidenti. Il quanto di collisione ha un'energia inferiore rispetto al quanto del raggio originale. Questa osservazione ha successivamente portato all'applicazione del concetto di particella anche per la radiazione elettromagnetica o fotone.
Compton ha anche sviluppato, insieme a Alfred W. Simon, un sistema per osservare nello stesso istante i singoli fotoni diffusi dei raggi X e gli elettroni prodotti. In Germania, W. Bothe e H. Geiger hanno sviluppato indipendentemente un sistema simile.
Durante la seconda guerra mondiale fu a capo del Met Lab, il laboratorio dell'Università di Chicago dove, sotto la copertura di un laboratorio metallurgico, si conducevano le ricerche segrete, parte del Progetto Manhattan, finalizzate alla realizzazione della prima "pila atomica".

## Riconoscimenti
- Premio Nobel per la fisica nel 1927 per la scoperta dell'effetto che porta il suo nome.
- Gli è stato dedicato un asteroide, 52337 Compton[4] e insieme al fratello Karl Taylor il cratere lunare Compton.[5]

## Articoli
Compton ha scritto nella sua carriera vari articoli:
- Secondary Radiations Produced by X-rays (1922)
- X-Rays and Electrons (1926)
- X-Rays in Theory and Experiment (1935, S.K. Allison coautore, è un'edizione riveduta e corretta del precedente X-rays and Electrons)
- The Freedom of Man (1935)
- On Going to College (1940, et.al)
- Human Meaning of Science (1940)